# Adolf Polatschek
Adolf Polatschek (Vienna, 24 dicembre 1932 – 4 novembre 2015) è stato un botanico austriaco.

## Biografia
Ha studiato botanica all'Università di Vienna conseguendo il dottorato di ricerca nel 1965 con una tesi sulla cariotassonomia di diversi taxa di piante vascolari dell'Europa centrale, studiando principalmente le Brassicaceae ed il genere Leucanthemum. Ha lavorato come curatore di erbario presso il Museo di Storia Naturale di Vienna dal 1966 al 1993. Dalla fine degli anni '60, quale esperto florista alpino, iniziò l'esplorazione del Tirolo e del Vorarlberg nella parte occidentale dell'Austria. I suoi studi si concentrarono soprattutto nella revisione del genere Erysimum.

## Alcune opere
- 1972. Cytotaxonomischer Beitrag zur Gattung Salix. Ann. Naturhistor Mus. Wien. 76. Co-authored by: Alfred Neumann. 15 pp.
- 1982. Flora Iranica: Santalaceae. Volumen 155. Editor Akad. Druck- und Verlag-Anst. 23 pp.
- 1999. Flora von Nordtirol, Osttirol und Vorarlberg. Co-authored by: Magdalena Maier, Wolfgang Neuner. Tiroler Landesmuseum Ferdinandeum, 1.077 pp.
- 1999. Samenpflanzen: Brassicaceae bis Euphorbiaceae, Kartenteil. Flora von Nordtirol, Osttirol und Vorarlberg 2. Co-authored by: Magdalena Maier. Tiroler Landesmuseum Ferdinandeum, 1.077 pp.